# Ó ngực đỏ
Ó ngực đỏ (danh pháp hai phần: Accipiter toussenelii) là một loài chim thuộc chi Accipiter trong họ Ưng (Accipitridae). Loài này phân bố ở Tây Phi. Nó thường được xem là cùng loài với ó châu Phi.